# Christophe Saioni
Christophe Saioni (ur. 1 lutego 1969 w Nicei) – francuski narciarz alpejski. Zajął 13. miejsce w gigancie na igrzyskach w Nagano w 1998 r. co jest jego najlepszym wynikiem olimpijskim. Jego najlepszym wynikiem na mistrzostwach świata było 12. miejsce w supergigancie na mistrzostwach w Sankt Anton w 2001 r. Najlepsze wyniki w Pucharze Świata osiągnął w sezonie 1995/1996, kiedy to zajął 27. miejsce w klasyfikacji generalnej, a w klasyfikacji giganta był ósmy. Jego żona jest Maruša Ferk  Saioni.

## Sukcesy

### Puchar Świata

#### Miejsca w klasyfikacji generalnej
- 1994/1995 – 90.
- 1995/1996 – 27.
- 1996/1997 – 90.
- 1997/1998 – 73.
- 1998/1999 – 72.
- 1999/2000 – 50.
- 2000/2001 – 72.
- 2001/2002 – 104.
- 2002/2003 – 126.

#### Miejsca na podium
1. Kvitfjell – 9 marca 1996 (gigant) – 3. miejsce